# Jama-uba

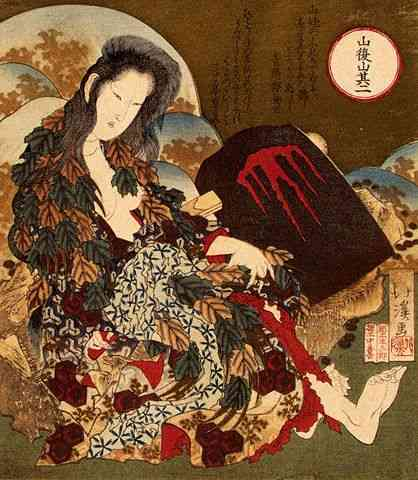
Jama-uba ábrázolás, Totoja Hokkei (1780-1850) munkája

A jama-uba (japánul: 山姥) a japán folklór egyik alakja, egy jókai, a japán erdők és hegyek boszorkányainak egyike, neve magyarul "hegyi banyát" jelent. A kelet-európai monda- és mesevilág figurái közül leginkább Baba-jagának, vagyis a vasorrú bábának feleltethető meg.

## Megjelenés

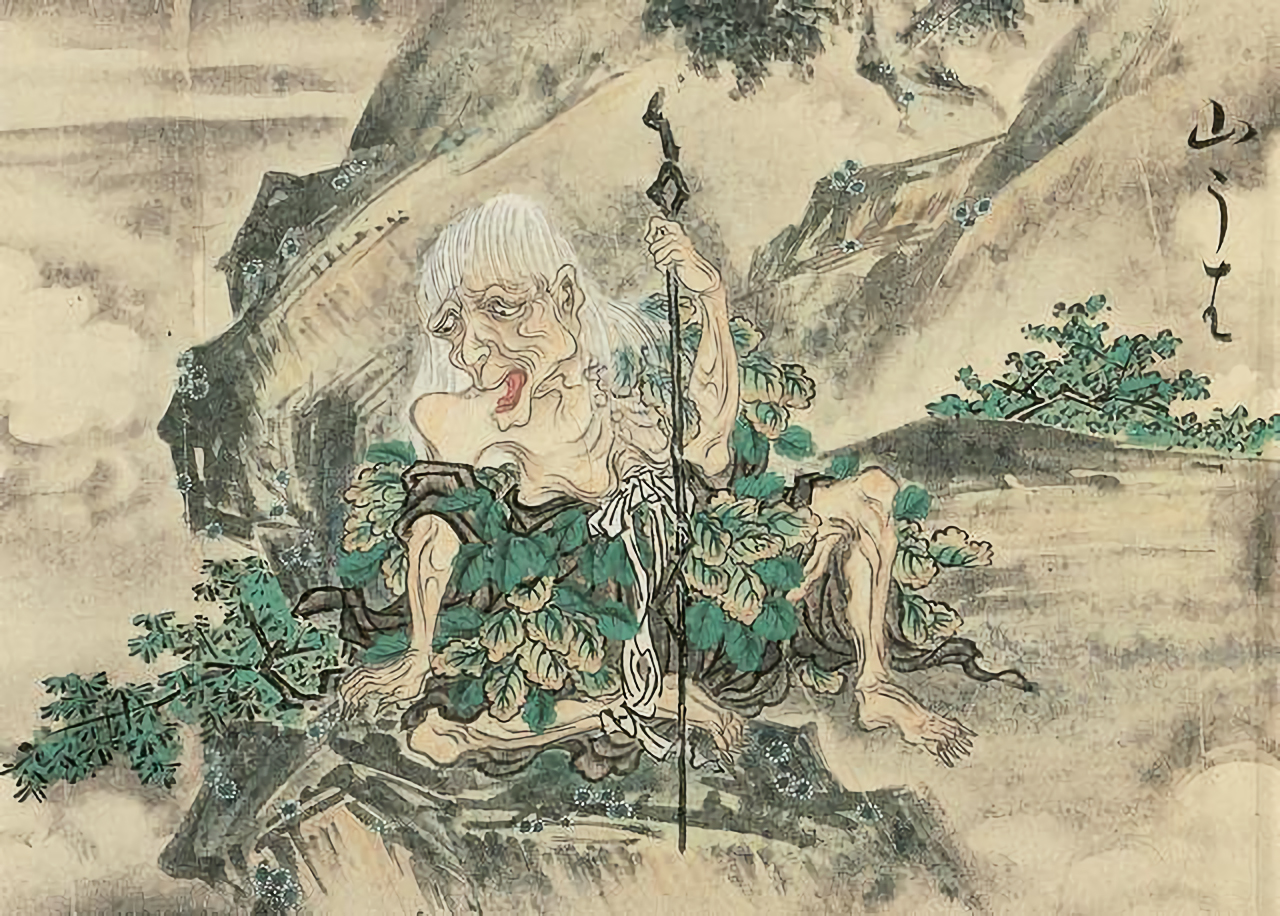
Jama-uba a Hjakkiai Zukanban, Szavaki Szúsi festménye

Akárcsak a legtöbb kidzso, a jama-uba is hajdanán ember volt, azonban vétkezett, ezért szörnnyé változott. Lelki torzulása külsején is nyomot hagy, arcát olykor szarvak és agyarszerű szemfogak csúfítják el, mégis általában egyszerű, kissé meggyötört ábrázatú, szakadt rongyokban tévelygő idős nő képében jelenik meg, s mire fény derülne romlott természetére, már rendszerint túl késő.

## A legenda gyökerei
Egyes néprajzkutatók e jókai eredetét az Edo-korra datálják, amikor is  nagy éhínség sújtotta az országot. Mindezt leginkább a gyerekek és az idősek sínylették meg, akiktől a család végső, elkeseredett megoldásként szabadulni kényszerült. A kannibalizmusra való hajlam is minden bizonnyal az éhezés gyötrelmeire vezethető vissza.
Mások szerint, azok a fiatal nők váltak jama-ubává, akik valamely bűncselekmény tényleges vagy feltételezett elkövetése után a pusztába, erdőbe lettek száműzve, s itt érte őket megannyi nyomorúság s keserűség közepette az öregkor.
A legelső legendák azonban egészen a Heian-korig visszanyúlnak, amikor is úgy szólt az akkori fáma, hogy Jama-uba a Sabane nevű várost elkerülő út mentén, Nembucu-hegygerinc egyik barlangjában élt.
Mindazonáltal e lény a mai Japánnak is mindennapi részét képezi, legalábbis bizonyos szempontból. Az 1990-es évek környékén ugyanis  a fiatal japán nők körében egy új hóbort ütötte fel a fejét, mely hamarosan komplett stílusirányzattá nőtte ki magát. Ennek irányadója pedig nem más volt, mint maga Jama-uba, aki után nők százai szívatták fehérre a hajukat, kezdtek el szoláriumba járni, s feltűnő, fehér sminket használni. E stílusirányzatot gangurónak nevezik, ennek a szóban forgó irányzatát pedig jamanbának, mely Jama-uba nevéből ered. 

## Megítélése

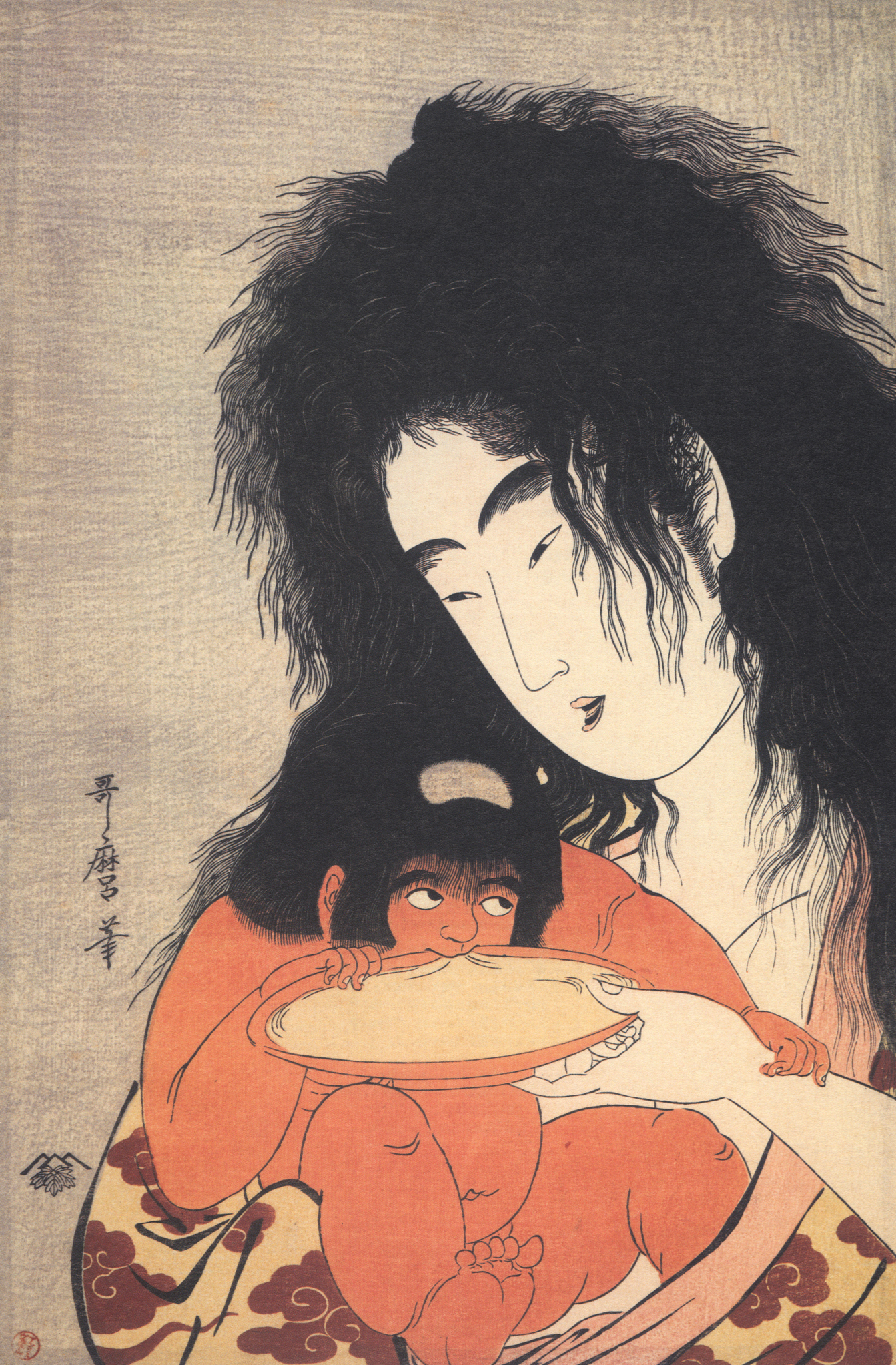
Jama-uba találkozása az ifjú Kintaróval, ukijo-e

A Jama-uba a legtöbb jókaihoz mérten, ugyancsak kétes hírnévnek örvend. A közhiedelemben alakja, egy erdők-hegyek mélyén élő öreganyó képében él, aki gyakorta kínál hajlékot, élelmet és egyéb ellátást a kunyhója előtt elhaladó megfáradt vándornépeknek.
Azonban éjjel, mihelyst a gyanútlan vendég nyugovóra tér, kimutatja foga fehérjét s magára ölti valódi alakját, a csúf, gonosz vén banyáét, aki emberhúsra éhezvén, nem ritkán varázserőhöz folyamodva, alattomban megtámadja, majd felfalja védtelen, mit sem sejtő áldozatát.
A hagyomány úgy tartja, hogy legendája, azon a szerencsés embereknek a beszámolója útján hagyományozódott át a későbbi korokra, akik valamely csoda folytán túlélték a Jama-ubával való találkozást.
Japánban az emberevő hegyi banya legendája sokáig népszerű rémmesének számított, mellyel lefekvés előtt a rakoncátlan gyerekeket rémisztgették a szülők, nem titkoltan nevelő célzattal.
Ugyanakkor, megítélésének kettősségét mutatja egy népszerű legenda, melyet két fő változata is ismert, avagy Kintaró legendája. Az egyik változat szerint, egy gyermekét váró nő az erdőben való utazása közepette találkozik a nyájas vénasszony képében tetszelgő jama-ubával, aki, a legközelebbi falu messze lévén, felajánlja szerény hajlékát, ahol világra hozhatja gyermekét, akikre a boszorkány hamar szemet is vet. Aljas szándékára, miszerint a gyermek Kintarót meg akarja enni, már sajnos túl későn derül fény.
Mindezzel szöges ellentétben áll a másik legenda, mely szerint az elárvult, magatehetetlen csecsemőt pont maga Jama-uba vette szárnyai alá, s nevelte derék harcossá. Kintaró a japán mondavilág egyik meghatározó alakja, kinek csodás hőstetteit történetek sokasága regéli el.

## Nó színdarab

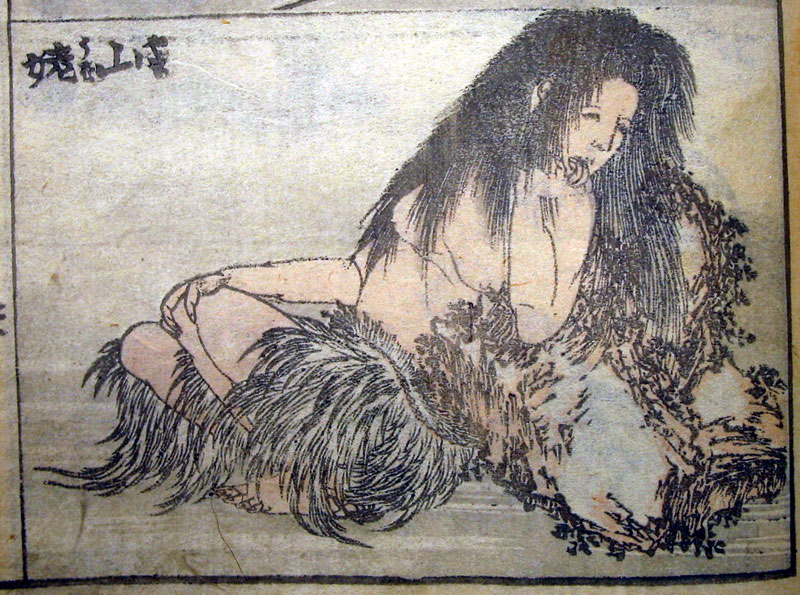
Jama-uba, Tönkrement hajkorona, Kacusika Hokuszai munkája

Jama-uba alakja az egyik ismert nó darabban, melyet Jama-uba, illetve A hegy asszonya néven is ismernek,  is megjelenik, sőt mi több, teljesen új megvilágításba helyezi, a javarészt kegyetlen boszorkánynak tartott lény legendáját.
E történet szerint ugyanis, Jama-uba a hegyek tündére, óvja, vigyázza azokat s a rajta élő s áthaladó lényeket, ő az, aki télen hóval, tavasszal pedig a kikelet jegyében virágokkal borítja be a hegyoldalakat. Ő, aki annyi mindent tett a hegyek oltalmának s szépségének érdekében, mostanra már nagyon megöregedett: zilált, ősz hajával, valamint keskeny, csontos arcával immár csak árnyéka egykori önmagának.
Élt azonban az akkori fővárosban egy gyönyörű és fiatal kurtizán, aki táncai által Jama-uba vándorlásait jelenítette meg. Előadásai olyannyira sikeresnek és meggyőzőnek bizonyultak, hogy a lányt el is nevezték Jama-ubának, jóllehet, valójában Hjakumának hívták.
Egyik ilyen előadása után Hjakuma Sinanóba utazik, hogy tiszteletét tegye az ottani szentélyben. Útja során ráesteledik, épp megszállni készülne valahol, amikor egy öregasszony felkínálja számára a kunyhóját. Amikor elfogadja az ajánlatot derül csak ki, hogy a vendéglátója nem más, mint maga Jama-uba személyesen.

## Fordítás
Ez a szócikk részben vagy egészben  a   Yama-uba című angol Wikipédia-szócikk fordításán alapul.  Az eredeti cikk szerkesztőit annak laptörténete sorolja fel. Ez a jelzés csupán a megfogalmazás eredetét és a szerzői jogokat jelzi, nem szolgál a cikkben szereplő információk forrásmegjelöléseként.